# Lowell Lo
Lowell Lo, de son vrai nom Lo Kwun-ting (盧冠廷, né le 12 octobre 1950) est un compositeur, chanteur et acteur hongkongais ayant composé la musique de très nombreux films hongkongais. Il a remporté trois Hong Kong Film Awards de la meilleure chanson : pour les films Passion (1986), Pedicab Driver (1990) et Echoes of the Rainbow (en) (2010).
Né dans une famille de chanteurs d'opéra cantonais, ses parents et lui émigrent en 1966 à Seattle aux États-Unis où il devient ami avec la famille de Bruce Lee. Il retourne ensuite à Hong Kong en 1977.

## Filmographie

### Compositeur
- 1986 : Passion
- 1987 : Prison on Fire
- 1987 : Le Syndicat du crime 2
- 1988 : School on Fire
- 1988 : Painted Faces
- 1988 : The Crazy Companies 2
- 1989 : They Came to Rob Hong Kong
- 1989 : Proud and Confident
- 1989 : The Yuppie Fantasia
- 1989 : Forever Young
- 1989 : The Killer
- 1989 : Le Syndicat du crime 3
- 1989 : Thunder Cops 2
- 1989 : Les Dieux du jeu
- 1990 : Brief Encounter in Shinjuku
- 1990 : No Risk, No Gain
- 1990 : Lung Fung Restaurant
- 1990 : Justice sans sommation (en)
- 1990 : Pedicab Driver
- 1990 : Kung Fu VS Acrobatic
- 1990 : Dragon in Jail
- 1990 : Les Dieux du jeu 2
- 1991 : Off Track
- 1991 : Tricky Brains
- 1991 : Fist of Fury 1991
- 1991 : Prison on Fire 2
- 1991 : Crazy Safari
- 1991 : Les Dieux du jeu 3 : Retour à Shanghai
- 1991 : The Banquet
- 1992 : Fist of Fury 1991 2
- 1992 : Double Dragon
- 1992 : La Rose noire
- 1992 : Naked Killer
- 1993 : Fight Back to School 3
- 1993 : Tom, Dick and Hairy
- 1993 : Rose Rose I Love You
- 1993 : La Légende de Fong Sai-Yuk 2
- 1993 : Days of Tomorrow
- 1994 : L'Arnaqueur de Hong Kong
- 1995 : Le Roi singe
- 1995 : Le Festin chinois
- 1997 : Il était une fois en Chine 6 : Dr Wong en Amérique
- 2010 : Echoes of the Rainbow (en)

### Acteur
- 2025 : Fung lam fo saan (风林火山) de Juno Mak

## Crédit d'auteurs
- (en) Cet article est partiellement ou en totalité issu de l’article de Wikipédia en anglais intitulé « Lowell Lo » (voir la liste des auteurs).